# 吉岡村 (岡山県久米郡)
吉岡村（よしおかそん）は、岡山県久米郡にあった村。
現在の久米郡美咲町栗子、小瀬、定宗、大戸上、大戸下、高城、塚角、八神、久木、藤原にあたる。

## 沿革
- 1889年6月1日 - 町村制施行に伴い、久米南条郡 栗子村、小瀬村、定宗村、大戸上村、大戸下村、山之上村、塚角村、八神村、久木村、藤原村が合併し、吉岡村となる。大字大戸下に役場を置く。
- 1900年4月1日 - 久米南条郡が久米北条郡と合併し、久米郡となる。
- 1947年（昭和22年）12月11日 - 村内に昭和天皇の戦後巡幸。昭和天皇が同和鉱業柵原鉱業所（南和気村にまたがる）を視察した[1]。
- 1955年1月1日 - 勝田郡北和気村、南和気村、飯岡村と合併、久米郡柵原町となる。

## 地名の読み方
- 栗子 （くりご）
- 小瀬 （こせ）
- 定宗 （さだむね）
- 大戸上 （だいとかみ）
- 大戸下 （だいとしも）
- 高城 （たかしろ）
- 塚角 （つかつの）
- 八神 （ねりがみ）
- 久木 （ひさぎ）
- 藤原 （ふじわら）
- 山之上 （やまのうえ）

## 郵便番号 （現在）
- 708-1531 久米郡美咲町栗子
- 708-1532 久米郡美咲町小瀬
- 708-1533 久米郡美咲町久木
- 708-1534 久米郡美咲町藤原
- 708-1535 久米郡美咲町高城
- 708-1536 久米郡美咲町定宗
- 708-1541 久米郡美咲町塚角
- 708-1542 （久米郡美咲町羽仁）→北和気村
- 708-1543 （久米郡美咲町書副）→北和気村
- 708-1544 （久米郡美咲町周佐）→北和気村
- 708-1545 久米郡美咲町大戸上
- 708-1546 久米郡美咲町大戸下
- 708-1547 久米郡美咲町八神

## その他
柵原町誕生に伴い、大字山之上は高城となった。